# فرانک شیرن
فرانک شیرن (انگلیسی: Frank Sheeran; ۲۵ اکتبر ۱۹۲۰ – ۱۴ دسامبر ۲۰۰۳) از مقامات سندیکای کارگران در ایالات متحده آمریکا بود، که با خانواده تبهکار راسل بوفالینو در ارتباط بود. شیرن با استفاده از ظرفیت خود به واسطه مقام بالا در اتحادیه بین‌المللی برادری تیمسترز، در آلوده شدن سندیکاهای کارگری به فساد و جرائم سازمان یافته نقش داشت. شیرن کمی قبل از مرگ خود در سال ۲۰۰۳ به قتل جیمی هوفا اعتراف کرده‌است.
در سال ۲۰۱۹ فیلمی براساس زندگی شیرن به نام مرد ایرلندی پخش شد. این فیلم به کارگردانی اسکورسیزی و بازی رابرت دنیرو در نقش شیران بود.

## اوایل زندگی
فرانک شیران در داربی، پنسیلوانیا — یک منطقه کارگری کوچک در حومه فیلادلفیا — متولد و بزرگ شد. او پسر تامس فرانسیس شیران جونیور و مری آگنس هانسون بود. پدرش اصالتی ایرلندی داشت، در حالی که مادرش سوئدی‌تبار بود. پدرش اغلب او را مجبور می‌کرد با دستکش‌های بوکس با او مبارزه کند.

## جنگ جهانی دوم
شیران در اوت ۱۹۴۱ به ارتش ایالات متحده پیوست، دوره آموزش پایه را نزدیکی بیلوکسی، میسیسیپی گذراند و به پلیس نظامی منتقل شد. پس از حمله به پرل هاربر، داوطلب آموزش چتربازی در فورت بنینگ، جورجیا شد، اما در اثر دررفتگی شانه به لشکر ۴۵ پیاده نظام معروف به "تاندربیردز" و "لشکر کشنده" منتقل شد. در ۱۴ ژوئیه ۱۹۴۳، او عازم شمال آفریقا شد.  
شیران ۴۱۱ روز در مأموریت های رزمی خدمت کرد - مدت زمانی قابل توجه، چرا که میانگین خدمت رزمی حدود ۱۰۰ روز بود. اولین تجربه رزمی او در جریان عملیات ایتالیا، از جمله تهاجم به سیسیل، پیاده شدن در سالرنو و نبرد آنزیو بود. او سپس در عملیات پیاده شدن در جنوب فرانسه و تهاجم به آلمان شرکت کرد.  
شیران گفته است: 
«در کل، پنجاه روز به صورت غیبت غیرمجاز (AWOL) داشتم - که بیشتر آن را به نوشیدن شراب قرمز و تعقیب زنان ایتالیایی، فرانسوی و آلمانی گذراندم. با این حال، هرگز وقتی واحد من به خط مقدم بازمی گشت غیبت نمی کردم. اگر هنگام بازگشت واحدتان به خط مقدم غایب بودید، بهتر بود به فرار ادامه دهید، چون یکی از افسران خودتان شما را از بین می برد و حتی لازم نبود بگویند این کار آلمانی ها بوده. این فرار در برابر دشمن محسوب می شد.»  
جنایات جنگی
شیران دوران خدمت نظامی خود را زمانی توصیف کرد که نسبت به گرفتن جان انسان ها بی تفاوت شده بود. او ادعا کرد در چندین کشتار و اعدام های صحرایی اسرای آلمانی شرکت داشته، اقداماتی که نقض کنوانسیون های لاهه ۱۸۹۹ و ۱۹۰۷ و کنوانسیون ژنو ۱۹۲۹ در مورد اسرای جنگی بود. او در مصاحبه با چارلز برانت این کشتارها را به چهار دسته تقسیم کرد:  
۱. کشتارهای تلافی جویانه در جریان نبرد:
شیران به برانت گفت که یک سرباز آلمانی دوستان نزدیکش را کشته و سپس سعی کرده تسلیم شود، اما او تصمیم گرفت "او را نیز به جهنم بفرستد". او اغلب شاهد رفتار مشابه از سوی دیگر سربازان آمریکایی بود.  
۲. دستورات فرماندهان واحد در حین مأموریت:
شیران اولین قتل خود برای سازمان جنایت را اینگونه توصیف کرد: «دقیقاً مثل زمانی بود که یک افسر به شما می گفت چند اسیر آلمانی را به پشت خط ببرید و "سریع برگردید". شما کاری را که باید انجام می دادید.»  
۳. کشتارهای تلافی جویانه در داخائو و اعدام های سرپرست ها و زندانیان همکار در اردوگاه های کار اجباری نازی ها.  
۴. تلاش های حساب شده برای بی شخصیت کردن و تحقیر اسرای آلمانی:
هنگامی که واحد شیران در حال صعود از کوه های هارز بود، به کاروان قاطرهای ورماخت که مواد غذایی و نوشیدنی به بالای کوه حمل می کردند برخوردند. به آشپزهای زن اجازه داده شد بدون آزار بروند، سپس شیران و دیگر سربازان آمریکایی «آنچه را که می خواستند خوردند و بقیه را با فضولات خود آلوده کردند.» سپس به رانندگان قاطرهای ورماخت بیل داده شد و دستور داده شد که «گورهای کم عمق خود را حفر کنند.» شیران شوخی کرد که آنها بدون اعتراض این کار را انجام دادند، احتمالاً امیدوار بودند که او و دوستانش نظرشان را تغییر دهند. رانندگان قاطرها تیرباران شدند و در گودال هایی که خود کنده بودند دفن شدند. شیران توضیح داد که در آن زمان «هیچ تردیدی در انجام آنچه باید انجام می دادم نداشتم.»  
ترخیص و دوران پس از جنگ
شیران در ۲۴ اکتبر ۱۹۴۵ از ارتش مرخص شد. او بعدها به یاد آورد که این اتفاق «یک روز قبل از بیست و پنجمین سالگرد تولدم رخ داد، اما فقط بر اساس تقویم.» پس از بازگشت از خدمت نظامی، با مری لدی، یک مهاجر ایرلندی ازدواج کرد. این زوج سه دختر به نام های مری آن، دلورس و پگی داشتند، اما در سال ۱۹۶۸ طلاق گرفتند. شیران سپس با ایرین گری ازدواج کرد که از او یک دختر به نام کانی داشت. ایرین در دسامبر ۱۹۹۵ درگذشت.

## ارتباط با جنایت سازمان‌یافته و اتحادیه تیمسترز
پس از ترخیص از ارتش، فرانک شیران به عنوان راننده برای شرکت فود فیر مشغول به کار شد. در سال ۱۹۵۵، زمانی که راسل بوفالینو به او پیشنهاد کمک برای تعمیر کامیونش را داد، این دو با هم آشنا شدند. این آشنایی منجر به همکاری های بعدی شد که شامل رانندگی برای بوفالینو و انجام تحویل های مختلف بود. شیران همچنین از یک بار در شارون هیل پنسیلوانیا که توسط بیل دیستانیسلوآ اداره می شد، برای فعالیت های خود استفاده می کرد. دیستانیسلوآ یکی از زیردستان آنجلو برونو، کاپوی پرنفوذ خانواده جنایت فیلادلفیا و رئیس آینده این خانواده بود.
بر اساس زندگینامه شیران، اولین قتل او مربوط به کشتن ویسپرز دی تولیو، یک گانگستر بود که او را برای تخریب کسب و کار کادیلاک لاینن سرویس در دلاور با مبلغ ۱۰٬۰۰۰ دلار استخدام کرده بود. شیران از این موضوع بی خبر بود که آنجلو برونو سهم عمده ای در این شرکت دارد. وقتی شیران در خارج از محل کسب و کار دیده شد، برای بازجویی احضار شد. بوفالینو توانست برونو را متقاعد کند که جان شیران را ببخشد، اما در عوض به او دستور داد دی تولیو را به عنوان مجازات به قتل برساند. شیران همچنین به قتل جو گالو در رستوران اومبرتو کلام هاوس در ۷ آوریل ۱۹۷۲ مشکوک بود.
بوفالینو، شیران را به جیمی هوفا، رئیس اتحادیه بین المللی رانندگان کامیون (تیمسترز) معرفی کرد. به گفته شیران، هوفا به دوست نزدیکی تبدیل شد و از او برای انجام کارهای خشن استفاده می کرد، از جمله ترور اعضای خیانتکار اتحادیه و اعضای اتحادیه های رقیبی که قلمرو تیمسترز را تهدید می کردند. شیران ادعا کرد که در اولین مکالمه تلفنی با هوفا، او گفت: "شنیدم خانه ها را رنگ می کنی" - اصطلاحی مافیایی به معنای "شنیدم آدم می کشی" که اشاره به پاشیده شدن خون دارد. شیران بعدها به عنوان رئیس موقت شعبه ۳۲۶ اتحادیه تیمسترز در ویلمینگتون دلاور منصوب شد.
در سال ۱۹۷۲، شیران به اتهام قتل رابرت دی جورج در سال ۱۹۶۷ که در درگیری مسلحانه ای در مقابل مقر شعبه ۱۰۷ کشته شده بود، تحت تعقیب قرار گرفت. اما این پرونده به دلیل نقض حق محاکمه سریع او مختومه شد. همچنین به او اتهام توطئه برای قتل فرانسیس جی. مارینو، سازمان دهنده کارگری فیلادلفیا در سال ۱۹۷۶، و فردریک جان گاورونسکی که همان سال در یک بار در نیوکاسل دلاور کشته شد، وارد شد.

## زندان و مرگ
در ژوئیه ۱۹۸۰، شیران به همراه شش متهم دیگر به اتهام ارتباط با کسب‌وکارهای اجاره نیروی کار تحت کنترل یوجین بوفای پدر از هاکنساک، نیوجرسی تحت تعقیب قرار گرفت. در ۳۱ اکتبر همان سال، او در ۱۱ مورد اتهام اخاذی از اتحادیه‌های کارگری مجرم شناخته شد. شیران به ۳۲ سال حبس محکوم شد و ۱۳ سال از این حکم را در زندان گذراند.  
فرانک شیران در ۱۴ دسامبر ۲۰۰۳ در سن ۸۳ سالگی بر اثر سرطان در یک خانه سالمندان در وست چستر، پنسیلوانیا درگذشت. پیکر او در گورستان هولی کراس در ییدون، پنسیلوانیا به خاک سپرده شد.

## مرگ جیمی هوفا
چارلز برانت در کتاب «شنیدم خانه‌ها را رنگ می‌کنی» (۲۰۰۴) ادعا می‌کند که شیران به قتل هوفا اعتراف کرده است. بر اساس روایت برانت، چاکی اوبراین (راننده مورد اعتماد هوفا) شیران، هوفا و سالواتوره بریگولیو (گانگستر دیگر) را به یک خانه در حومه دیترویت برد. سپس اوبراین و بریگولیو محل را ترک کردند و شیران و هوفا به داخل خانه رفتند. شیران ادعا کرد که در آنجا هوفا را با دو تیر به پشت سرش کشته است. او همچنین گفت که طبق دستور، جسد هوفا پس از قتل سوزانده شد. شیران علاوه بر این، به خبرنگاران اعتراف کرد که او نه تنها هوفا، بلکه جو گالو را نیز به قتل رسانده است.  
انتقادات به روایت شیران
- بیل تونلی در مجله اسلیت و جک گلداسمیت (استاد حقوق هاروارد) در نیویورک ریویو آو بوکس، به صحت ادعاهای کتاب برانت شک کرده‌اند. 
- اف‌بی‌آی با استفاده از پیشرفته‌ترین فناوری‌های پزشکی قانونی، بقایای خون و کفپوش‌های خانه‌ای که شیران ادعا کرده بود هوفا در آن کشته شده را بررسی کرد. اگرچه لکه‌های خون در خانه پیدا شد، اما آزمایش‌ها نشان داد که این خون متعلق به هوفا نبوده است.

## اقتباس سینمایی
کتاب «شنیدم خانه‌ها را رنگ می‌کنی» الهام‌بخش فیلم «ایرلندی» (۲۰۱۹) به کارگردانی مارتین اسکورسیزی بود. اسکورسیزی مدت‌ها به ساخت فیلمی درباره زندگی شیران و ادعای مشارکت او در قتل هوفا علاقه داشت.  
- فیلمنامه: استیون زیلیان
- بازیگران:
- رابرت دنیرو در نقش فرانک شیران  
- آل پاچینو در نقش جیمی هوفا
- جو پشی در نقش راسل بوفالینو
این فیلم برای اولین بار در جشنواره فیلم نیویورک در ۲۷ سپتامبر ۲۰۱۹ به نمایش درآمد و از ۱ نوامبر ۲۰۱۹ در سینماها اکران شد. پخش دیجیتال آن نیز از ۲۷ نوامبر ۲۰۱۹ از طریق نتفلیکس آغاز شد.